# Verkeerscongestie
Verkeerscongestie is een verstopping in het verkeersnetwerk, veroorzaakt door een (tijdelijke) verkeersvraag die groter is dan het aanbod van de verkeersinfrastructuur. Congestieve omstandigheden kunnen voorkomen bij het wegverkeer, spoorwegen, vliegverkeer en ook bij langzaam verkeer. 
In het geval de congestie leidt tot een wachtrij van voertuigen wordt meestal de term file gebruikt.